# Graham Moore (scénariste)
Pour les articles homonymes, voir Graham Moore.
Graham Moore (né en 1981 à Chicago) est un scénariste, réalisateur et écrivain américain.

## Biographie
En 2015, il remporte l'Oscar du meilleur scénario, pour son adaptation de Alan Turing ou l'énigme de l'intelligence (Alan Turing: The Enigma) d'Andrew Hodges. La même année il est également nommé au Golden Globe du meilleur scénario, au Satellite Award et reçoit deux nominations aux BAFTA, toujours pour l'adaptation du scénario de Imitation Game (2014) de Morten Tyldum.
Il est également l'auteur de plusieurs romans policiers.
Il fait ses débuts comme réalisateur avec le long métrage The Outfit prévu pour 2022.

## Œuvre littéraire
- The Sherlockian (2010) (autre titre The Holmes Affair)
  - 221b Baker Street, Le Cherche midi, coll. « NéO » (2011)  (ISBN 978-2-7491-1767-6)
- The Last Days of Night (2016)
  - Les Derniers Jours de l'émerveillement, Le Cherche midi, coll. « Romans » (2017)  (ISBN 978-2-7491-4899-1)
- The Holdout (2020)
- The Wealth of Shadows (2024)

## Filmographie
Sauf indication contraire, les informations mentionnées dans cette section peuvent être confirmées par la base de données cinématographiques IMDb,  présente dans la section « Liens externes ».

### Scénariste
- 2005 : Pirates vs. Ninjas (court métrage)
- 2008 : The Waiting Room (court métrage)
- 2010 : 10 Things I Hate About You (série télévisée) - 1 épisode
- 2014 : Imitation Game (The Imitation Game) de Morten Tyldum (également producteur délégué)

### Réalisateur
- 2008 : The Waiting Room (court métrage)
- 2022 : The Outfit

## Distinctions

### Nominations
- Prix Anthony 2011 du meilleur premier roman pour The Sherlockian[1]
- Prix Barry 2011 du meilleur premier roman pour The Sherlockian[2]